# Yield Tour
Lo Yield Tour è il tour dei Pearl Jam successivo alla pubblicazione del loro quinto album Yield.
Dopo i concerti in Australia e prima di quelli in Nord America, Jack Irons lasciò la band e fu rimpiazzato da Matt Cameron, ex-batterista dei Soundgarden, e con il quale i membri della band avevano collaborato per il progetto Temple of the Dog. Cameron divenne dopo breve membro permanente della band.
Per questo tour, i Pearl Jam non boicottarono Ticketmaster, perché per i fans stava diventando troppo difficile seguire la band in una gamma limitata di show., mentre il colosso, garantiva maggiori comodità ai frequentatori di concerti. L'estate del 1998 fu un successo immenso e al termine del tour la band pubblicò Live on Two Legs, un album contenente una selezione di brani eseguiti durante lo Yield Tour

## Date

### Warm-Up Shows
- 12/11/97 -  Santa Cruz, California, USA - The Catalyst
- 14/11/97 -  Oakland, California, USA - McAfee Coliseum (in supporto dei Rolling Stones)
- 15/11/97 -  Oakland, California, USA - McAfee Coliseum (in supporto dei Rolling Stones)
- 18/11/97 -  Oakland, California, USA - McAfee Coliseum (in supporto dei Rolling Stones)
- 19/11/97 -  Oakland, California, USA - McAfee Coliseum (in supporto dei Rolling Stones)

### Sud Pacifico
- 20/02/98 -  Maui, Hawaii, USA - Alexander M. Baldwin Amphitheatre
- 21/02/98 -  Maui, Hawaii, USA - Alexander M. Baldwin Amphitheatre
- 26/02/98 -  Wellington, Nuova Zelanda - Queen's Wharf Events Center
- 28/02/98 -  Auckland, Nuova Zelanda - Mt Smart Stadium
- 02/03/98 -  Melbourne, Australia - Melbourne Park
- 03/03/98 -  Melbourne, Australia - Melbourne Park
- 05/03/98 -  Melbourne, Australia - Melbourne Park
- 07/03/98 -  Adelaide, Australia - Thebarton Oval
- 09/03/98 -  Sydney, Australia - Sydney Entertainment Centre
- 11/03/98 -  Sydney, Australia - Sydney Entertainment Centre
- 12/03/98 -  Sydney, Australia - Sydney Entertainment Centre
- 14/03/98 -  Brisbane, Australia - Brisbane Entertainment Centre
- 15/03/98 -  Brisbane, Australia - Brisbane Entertainment Centre
- 19/03/98 -  Perth, Australia - Perth Entertainment Centre
- 20/03/98 -  Perth, Australia - Perth Entertainment Centre

### Nord America 1
- 20/06/98 -  Missoula, Montana, USA - Washington-Grizzly Stadium
- 21/06/98 -  Park City, Utah, USA - The Canyons
- 23/06/98 -  Englewood, Colorado, USA - Fiddler's Green
- 24/06/98 -  Rapid City, Dakota del Sud, USA - Rushmore Plaza Civic Center
- 26/06/98 -  East Troy, Wisconsin, USA - Alpine Valley Music Theatre
- 27/06/98 -  East Troy, Wisconsin, USA - Alpine Valley Music Theatre
- 29/06/98 -  Chicago, Illinois, USA - United Center
- 30/06/98 -  Minneapolis, Minnesota, USA - Target Center
- 02/07/98 -  Saint Louis, Missouri, USA - Verizon Wireless Amphitheatre St. Louis
- 03/07/98 -  Bonner Springs, Kansas, USA - Sandstone Amphitheater
- 05/07/98 -  Dallas, Texas, USA - Reunion Arena
- 07/07/98 -  Albuquerque, Nuovo Messico, USA - Tingley Coliseum
- 08/07/98 -  Phoenix, Arizona, USA - Arizona Veterans Memorial Coliseum
- 10/07/98 -  San Diego, California, USA - Cox Arena
- 11/07/98 -  Las Vegas, Nevada, USA- Thomas & Mack Center
- 13/07/98 -  Inglewood, California, USA - The Forum
- 14/07/98 -  Inglewood, California, USA - The Forum
- 16/07/98 -  Sacramento, California, USA - ARCO Arena
- 18/07/98 -  Portland, Oregon, USA - Rose Garden Arena
- 19/07/98 -  Vancouver, Columbia Britannica, Canada - Pacific Coliseum
- 21/07/98 -  Seattle, Washington, USA - Memorial Stadium
- 22/07/98 -  Seattle, Washington, USA - Memorial Stadium

### Nord America 2
- 17/08/98 -  Noblesville, Indiana, USA - Verizon Wireless Music Center
- 18/08/98 -  East Lansing, Michigan, USA - Breslin Student Events Center
- 20/08/98 -  Montréal, Québec, Canada - Bell Centre
- 22/08/98 -  Barrie, Ontario, Canada - Molson Park
- 23/08/98 -  Auburn Hills, Michigan, USA - Palace of Auburn Hills
- 25/08/98 -  Pittsburgh, Pennsylvania, USA - Star Lake Amphitheatre
- 26/08/98 -  Cuyahoga Falls, Ohio, USA - Blossom Music Center
- 28/08/98 -  Camden, New Jersey, USA - Tweeter Center at the Waterfront
- 29/08/98 -  Camden, New Jersey, USA - Tweeter Center at the Waterfront
- 31/08/98 -  Raleigh, Carolina del Nord, USA - Hardee's Walnut Creek Amphitheatre
- 01/09/98 -  Atlanta, Georgia, USA - Lakewood Amphitheater
- 03/09/98 -  Birmingham, Alabama, USA - Birmingham Jefferson Convention Complex
- 04/09/98 -  Greenville, Carolina del Sud, USA - Bi-Lo Center
- 06/09/98 -  Knoxville, Tennessee, USA - Thompson-Boling Arena
- 07/09/98 -  Virginia Beach, Virginia, USA - GTE Virginia Beach Amphitheater
- 08/09/98 -  East Rutherford, New Jersey, USA - Continental Airlines Arena
- 10/09/98 -  New York, New York, USA - Madison Square Garden
- 11/09/98 -  New York, New York, USA - Madison Square Garden
- 13/09/98 -  Hartford, Connecticut, USA - Meadows Music Theater
- 15/09/98 -  Mansfield, Massachusetts, USA - Tweeter Center for the Performing Arts
- 16/09/98 -  Mansfield, Massachusetts, USA - Tweeter Center for the Performing Arts
- 18/09/98 -  Columbia, Maryland, USA - Merriweather Post Pavilion
- 19/09/98 -  Washington, USA - DAR Constitution Hall
- 22/09/98 -  West Palm Beach, Florida, USA - Sound Advice Amphitheater
- 23/09/98 -  West Palm Beach, Florida, USA - Sound Advice Amphitheater

## Formazione
- Jeff Ament - Basso
- Stone Gossard - Chitarra ritmica
- Mike McCready - Chitarra solista
- Eddie Vedder - Voce, chitarra
- Jack Irons - Batteria (Warm-Up Shows e South Pacific Leg)
- Matt Cameron - Batteria (North America Legs 1 and 2)

## Gruppi di spalla
Warm-Up Shows
- Odd Numbers - (12/11/97)

Sud Pacifico
- Mudhoney - (20/02/98 - 21/02/98)
- Shudder to Think - (26/02/98 - 20/03/98)

Nord America 1
- Goodness - (20/06/98 - 21/06/98)
- Frank Black - (23/06/98 - 30/06/98, 18/07/98 - 19/07/98)
- Murder City Devils - (02/07/98 - 05/07/98)
- Spacehog - (07/07/98 - 10/07/98)
- Zeke - (11/07/98, 21/07/98)
- X - (11/07/98 - 16/07/98)
- Tenacious D - (13/07/98 - 14/07/98)
- The Wallflowers - (21/07/98 - 22/07/98)
- Sean Lennon - (22/07/98)

Nord America 2
- Iggy Pop - (17/08/98 - 18/08/98, 25/08/98 - 29/08/98)
- Cheap Trick - (20/08/98 - 23/08/98)
- All Systems Go! - (22/08/98)
- Hayden - (22/08/98)
- Cracker - (22/08/98)
- Matthew Good Band - (22/08/98)
- Mudhoney - (28/08/98 - 07/09/98)
- Ben Harper- (08/09/98 - 18/09/98)
- Hovercraft - (19/09/98)
- Rancid - (22/09/98 - 23/09/98)